# Günter Hoffmann (Fußballspieler, 1934)
Günter Hoffmann (* 14. Februar 1934 in Halle/Saale; † 28. November 2024) war ein deutscher Fußballspieler und Fußballtrainer in Halle (Saale). Für den SC Chemie Halle und den Halleschen FC Chemie spielte er in der DDR-Oberliga, der höchsten Spielklasse des DDR-Fußballverbandes. Mit Chemie Halle wurde er Pokalsieger 1962.

## Fußballspieler
Hoffmann begann mit dem Fußballspielen im Nachwuchsbereich der SG Diemitz und der Betriebssportgemeinschaft Empor Halle. Nach der Schulzeit absolvierte er eine Maurerlehre und ließ sich anschließend als technischer Zeichner ausbilden. 1954 wechselte er zum Hallenser Spitzenklub SC Chemie Halle-Leuna, wo er ein Jahr in der Reservemannschaft spielte. Zwischen 1955 und 1958 spielte Hoffmann mit dem Universitätsklub SC Wissenschaft Halle in der zweitklassigen DDR-Liga. Im Sommer 1958 wurde die Fußballsektion des SC Wissenschaft in den neu gegründeten SC Chemie Halle überführt. Auf diese Weise kam der nur 1,65 m große Hoffmann noch im Herbst 1958 zu seinen ersten Einsätzen in der DDR-Oberliga, musste aber zum Saisonende in die zweitklassige I. DDR-Liga absteigen. Nach dem sofortigen Wiederaufstieg spielte Hoffmann mit dem Hallenser Klub zunächst vier weitere Spielzeiten in der Oberliga. In der Regel wurde er als Mittelfeldspieler eingesetzt. Seinen größten Erfolg feierte Hoffmann am 10. Juni 1962, als er mit dem SC Chemie Halle im Endspiel um den DDR-Fußballpokal stand. Als linker Mittelfeldspieler erlebte er den 3:1-Sieg über den SC Dynamo Berlin, mit dem Hoffmann seinen einzigen Titel gewann.
Bis 1964 gehörte Hoffmann zum Stammaufgebot des SC Chemie. Am Ende der Saison 1963/64 stiegen die Hallenser aus der Oberliga ab, und Hoffmann musste ein Jahr lang in der Zweitklassigkeit spielen. Der Mannschaft gelang jedoch der sofortige Wiederaufstieg, aber Hoffmann musste seinen 31 Jahren bereits Tribut zollen. In der neuen Oberligasaison, in der aus der Fußballsektion des SC Chemie der Hallesche FC Chemie wurde, kam er nur noch in 13 Punktspielen zum Einsatz. In den beiden Spielzeiten 1966/67 und 1967/68 spielte Hoffmann insgesamt nur viermal in der 1. Mannschaft. Sein letztes Oberligaspiel fand am 16. Dezember 1967 statt. In der Begegnung des 12. Spieltages Lok Stendal – HFC (2:0) wurde Hoffmann noch einmal im Mittelfeld aufgeboten. Von 1958 bis 1967 bestritt er 133 Oberligaspiele und schoss dabei neun Tore. Er war auch in den beiden Europapokalspielen 1962 gegen den OFK Belgrad (0:2, 3:3) zum Einsatz gekommen.

## Fußballtrainer
Unmittelbar nach dem Ende seiner Laufbahn als Fußballspieler wurde Hoffmann, der bei der Hallenser Martin-Luther-Universität das Sportlehrerdiplom erworben hatte, Trainer der 4. Mannschaft des HFC Chemie. Später rückte er als Trainer in die 3. und 2. Mannschaft auf. 1970 wurde er in den Trainerstab der Oberligamannschaft übernommen und wurde zu Beginn der Saison 1973/74 zum Cheftrainer berufen, nachdem der HFC erneut aus der Oberliga abgestiegen war. Auch unter Trainer Hoffmann gelang die umgehende Rückkehr in die Oberliga. Obwohl es Hoffmann gelang, zwei Jahre lang den Klassenerhalt zu sichern, wurde er im November 1976 durch Peter Kohl ersetzt. Hoffmann blieb weiterhin beim Klub tätig und war 1986 noch einmal für wenige Monate als Interimstrainer der 1. Mannschaft tätig.